# Tomb Raider (jogo eletrônico de 2013)
Tomb Raider é um videojogo de ação-aventura, décimo título da série Tomb Raider e o quinto produzido pela Crystal Dynamics. Foi publicado pela Square Enix em 5 de Março de 2013 para Microsoft Windows, PlayStation 3 e Xbox 360 e em 2019 para Google Stadia. O primeiro de uma nova continuação, o jogo está definido para não fornecer nenhuma correlação com os lançamentos anteriores da série, sendo um reinicio que dá ênfase às origens da culturalmente influente personagem principal, Lara Croft.
A história decorre em Yamatai, uma ilha onde a protagonista e os seus amigos naufragaram. Lara tem que salvá-los, além de ter que lutar contra os habitantes e os perigos naturais da ilha. A jogabilidade foca-se mais na sobrevivência e na ação, embora também se possa usar a exploração para conhecer Yamatai, revisitando locais, ou tentar completar missões secundárias, como as tumbas de desafio opcionais.
Depois do lançamento de Tomb Raider: Underworld em 2008, a Crystal Dynamics começou imediatamente a produção de Tomb Raider. Ao invés de criar uma sequela, a equipe decidiu dar um novo recomeço à série, estabelecendo as origens da personagem principal pela segunda vez em um novo reboot. É o primeiro jogo da série que inclui multijogador e o primeiro também a ser publicado pela Square Enix, depois desta ter adquirido a Eidos Interactive em 2009. Camilla Luddington faz a voz de Lara, substituindo Keeley Hawes. Também é o primeiro videojogo da série que tem uma classificação "M" (inadequado a menores de 17 anos) pela Entertainment Software Rating Board (ESRB) e "18" (inadequado a menores de 18 anos) pela Pan European Game Information (PEGI).
Depois de adiado o lançamento do final de 2012 para Março de 2013, o jogo criou muita antecipação. Tomb Raider recebeu aclamação critica, com as análises a elogiarem muito os gráficos, a jogabilidade, o desempenho de Luddington como Lara e a história. No entanto a inclusão do multijogador foi a principal fonte de criticas. Um sucesso comercial, vendeu cerca de um milhão de cópias nas primeiras 48 horas e mais de 28,5 milhões no total, tornando-se o jogo da série que mais vendeu. Tomb Raider também recebeu diversos prémios incluindo "Melhor Jogo de Acção-Aventura" para Xbox 360 e PC, atribuído pela IGN. Uma versão actualizada, a Definitive Edition, com gráficos melhorados e todos os conteúdos adicionais foi editada em Janeiro de 2014 para PlayStation 4 e Xbox One.

## Jogabilidade

Lara pode fazer várias acções com a ajuda do arco, como criar uma tirolesa feita de corda.

Tomb Raider é um videojogo que se apresenta em mundo semi-aberto e que combina acção e aventura, plataformas, exploração, elementos de RPG e mecanismos de sobrevivência, apresentado numa perspectiva de terceira pessoa. O jogador assume o controle da personagem principal, Lara Croft. Como Lara, o jogador pode atravessar entre os acampamentos e percorrer toda a ilha usando trilhos, tirolesas improvisadas ou já disponíveis e zonas para escalar. Muitos dos movimentos de Lara são copiados dos jogos anteriores, criados pela Crystal Dynamics, mas com alguns ajustes adicionais, tais como a incorporação de elementos de jogabilidade furtiva (stealth).
Eventos de tempo rápido (Quick time events - QTE) estão espalhados em intervalos regulares durante todo o jogo, muitas vezes aparecendo em pontos cruciais para o enredo, como no início, onde Lara tem de extrair um pedaço de metal do corpo e depois escapar de uma caverna em colapso.
O combate do jogo tem vários dos elementos que existem na série Uncharted; o jogador tem a capacidade de apontar livremente o arco de Lara e as armas de fogo que ela vai recolhendo, envolver-se em combates corpo-a-corpo e realizar mortes furtivas. O jogador também tem a possibilidade de usar o "Instinto de Sobrevivência" (Survival Instinct), um modo onde os inimigos, os objectos para coleccionar e os puzzles ambientais se destacam para o jogador.
Tomb Raider também incorpora elementos de RPG: à medida que o jogador vai progredindo no jogo, vai ganhando pontos de experiência (XP), quando realiza certas ações, como completar desafios no jogo relacionados com caça, exploração e combate: tal permite que as competências e habilidades de Lara Croft possam ser actualizadas de forma específica, como por exemplo dando-lhe maior capacidade de armazenamento para flechas e munições. Os jogadores também podem melhorar e personalizar as armas. Há também um mecanismo de progressão do personagem no jogo. Melhores itens, armas e equipamentos são adquiridos enquanto o jogador progride, embora o aparecimento da maioria desses itens está intimamente ligada aos acontecimentos da história. Karl Stewart disse que a história dura entre 12 e 15 horas. Junto com a história principal, os jogadores têm a oportunidade de fazer várias missões secundárias, como terminar as Tumbas de Desafio, explorar a ilha e revisitar locais.

### Multijogador
No quarto episódio de The Final Hours of Tomb Raider, visto no Youtube em Janeiro de 2013, foi anunciado que o jogo teria um modo multijogador. O multijogador foi produzido pelo estúdio canadiano, Eidos Montreal.
Em cada jogo multijogador, existem duas equipas: quatro sobreviventes e quatro ladrões, e existem três tipos de jogos competitivos, jogados em cinco mapas diferentes: os modos são ‘Team Deathmatch’, ‘Private Rescue’ e ‘Cry for Help’. No primeiro é o clássico “Equipa vs Equipa”, em que a equipa vencedora é aquela que consegue matar a adversária em três partidas separadas. No segundo modo, os "sobreviventes" têm de levar provisões médicas para um ponto num mapa, enquanto que os "ladrões" têm de conseguir um certo número de mortes, ambos com dez minutos de limite de tempo. No terceiro modo, ‘Cry for Help’, os "sobreviventes" têm de explorar o mapa para recuperarem baterias de energia ao mesmo tempo que defendem os emissores de sinal de rádio, enquanto são caçados pelos "ladrões".

## Sinopse

### Personagens
O jogador assume o papel de Lara Croft, uma jovem inteligente recentemente graduada em arqueologia, cujas teorias sobre a localização do reino perdido de Yamatai convenceram a família Nishimura, descendentes do povo de Yamatai, a financiar uma expedição em busca do reino. A expedição é liderada pelo Dr. James Whitman, um arqueólogo que vive tempos difíceis e está desesperado para evitar a falência, e é acompanhada por Conrad Roth, um fuzileiro naval que virou aventureiro e amigo íntimo da família Croft que atua como mentor de Lara; Samantha "Sam" Nishimura, amiga de Lara e representante da família Nishimura que filma a expedição para um documentário; Joslyn Reyes, uma mecânica céptica e temperamental e mãe solteira; Jonah Maiava, um pescador imponente; Angus "Grim" Grimaldi, natural de Glasgow e timoneiro do navio Endurance e Alex Weiss, um tolo especialista em tecnólogia.

### Cenário
O jogo decorre em Yamatai, uma ilha no Triângulo do Dragão ao largo da costa do Japão. A ilha e o reino que lá existiu, está envolta em mistério, dada a sua reputação de tempestades terríveis e naufrágios que assolam o seu litoral. Yamatai já foi governada por uma rainha chamada Himiko, conhecida pelo título honorífico de "Rainha Sol", que segundo a lenda foi abençoada com poderes xamânicos que lhe permitia controlar o tempo. Muito pouco se sabe sobre a história de Yamatai desde a morte de Himiko. Ao explorar a ilha, o jogador descobre, entre outras coisas, que comerciantes portugueses, os Marines dos Estados Unidos e um projecto de militares japoneses foram todos presos em Yamatai em vários pontos ao longo da história.
No início do jogo, a ilha é habitada exclusivamente pela Irmandade Solarii, uma seita violenta de criminosos, mercenários e sobreviventes de um naufrágio. A Irmandade criou a sua própria sociedade baseada na adoração de Himiko, completo com uma estrutura e leis sociais, com a sua finalidade e intenções a ser exploradas ao longo da história.

### Enredo

Imagem conceptual da nova Lara Croft, com uma pistola, um arco e um machado de escalada.

O jogo começa com Lara a viajar na sua primeira expedição a bordo do navio Endurance, com a intenção de encontrar o reino perdido de Yamatai. Por sua sugestão e contra o conselho de Whitman, a expedição vai em direcção ao Triângulo do Dragão, a leste da costa do Japão. O navio é atingido por uma tempestade e destrói-se, deixando os sobreviventes perdidos numa ilha deserta. Lara fica separada dos outros e é capturada por um estranho selvagem e aprisionada numa caverna. Ela consegue escapar enquanto o seu sequestrador morre devido ao colapso da caverna, decorrente das ações de Lara. Enquanto Lara tenta localizar os outros sobreviventes, ela vai encontrando provas de que a ilha é habitada, como escrituras em paredes, corpos mortos e sacrifícios de animais. Eventualmente acaba por encontrar a amiga Sam e um homem de nome Mathias, que diz ser um professor que também naufragou na ilha. Enquanto Sam conta a Mathias a lenda de Himiko, Lara adormece; quando acorda, Mathias e Sam desapareceram. Quando Lara reagrupa com outros sobreviventes, Whitman decide ir com Lara procurar o ainda desaparecido Roth, enquanto o resto do grupo (Reyes, Jonah, Alex e Grim) procuram Sam e Mathias. À medida que Lara e Whitman exploram, descobrem que os habitantes da ilha veneram Himiko, confirmando assim que a ilha é Yamatai. Depois de descobrirem um santuário construído em nome de Himiko, são capturados e levados para um acampamento assim como outros sobreviventes do Endurance. Quando tentam escapar, os sequestradores atiram. Lara separa-se de Whitman e tenta esconder-se, mas é de novo encontrada por um sequestrador e forçada a matá-lo. Ela luta contra os restantes e reúne-se com Roth, salvando-o de um ataque de lobos.
Lara consegue ativar uma torre de rádio e chamar por ajuda, mas o avião que respondeu à chamada é atingido por uma tempestade estranha, enquanto Lara ouve uma voz misteriosa em japonês a dizer "ninguém escapa". Sendo impossível salvar os pilotos, Lara é contactada por Alex e Reyes, que lhe dizem que Sam foi capturada por habitantes da ilha, um culto de matriz violenta conhecido como a Irmandade Solarii. Lara tenta salvá-la, mas é interrompida por Mathias, líder dos Solarii, que ordena a sua morte: eventualmente é salva por uma figura de aspecto samurai Oni. Escapando do mosteiro ela é levada pelo Oni e ouve de Sam que Mathias vai colocá-la na "Ascensão", um "ritual de fogo" para encontrar a próxima Rainha Sol, queimando-a até a morte se não for bem sucedido. Lara segue-os até a fortaleza dos Solarii e é ajudada por Grim. Os Solarii fazem de Grim um refém, mas este agarra um Solarii e se joga de um "elevador" dando hipótese da Lara escapar. Com a ajuda de Roth, Lara infiltra-se na fortaleza e vê o começo do ritual. Quando as chamas são acesas, um grande vento apaga-as, mostrando que Sam é a próxima Rainha Sol. Lara escapa de novo e reúne-se com os amigos para formar um plano para salvar Sam e fugir da ilha. Ajudada por Whitman — que conseguiu negociar alguma liberdade com os Solarii — Lara regressa ao palácio para resgatar Sam e Roth comanda um helicóptero para as tirar de lá. Lara é bem sucedida, mas convence Sam a escapar por terra à medida que se percebe que outra tempestade está a se formar enquanto o helicóptero se aproxima. Lara tenta fazer com que o piloto aterre, e consegue, fazendo com que quase morra. Roth revive Lara, e de repente é atingido fatalmente por Mathias, uma jogada intencionalmente dirigida à Lara. Enquanto chora por Roth, Lara aceita que as tempestades não são naturais, e que estão de alguma forma ligadas à Rainha do Sol, desenhadas para prevenir que as pessoas saiam da ilha. Ela encontra-se com os outros sobreviventes que já tinham escapado do culto e estavam a preparar um barco para sair da ilha. Whitman também está com eles, afirmando que conseguiu escapar, mas Lara desconfia que ele está trabalhando para os Solarii. Lara e Alex encontram ferramentas para montar o barco nos destroços do Endurance. Lara procura Alex pela embarcação e acha-o mas estes são atacados pelos Solarii e Alex provoca uma explosão, sacrificando-se para Lara conseguir fugir com as ferramentas.
Ao encontrar uma escritura da Segunda Guerra Mundial - uma expedição científica e militar nazi-japonesa na ilha que buscava uma maneira de aproveitar as tempestades como uma arma - Lara decide explorar um túmulo costeiro, onde encontra o corpo de general samurai que cometeu seppuku. É revelado na mensagem que deixou que ele foi o chefe da Guarda Real da Rainha, os Oni que defendem o mosteiro, e que a sucessora da rainha tirou a sua própria vida, em vez de receber o poder da Rainha Sol, deixando esta aprisionada no seu próprio corpo depois de morrer, sendo que as tempestades são um reflexo da sua raiva. Lara percebe que a Ascensão não é uma cerimónia para coroar uma nova rainha, mas um ritual que transfere a alma da Rainha original para um novo corpo: o espírito de Himiko quer escapar do atual corpo que tem, e Mathias planeja oferecer Sam como a nova hospedeira em troca da sua liberdade. Lara regressa à praia para junto dos sobreviventes quando vê que Whitman os enganou, raptando Sam para a entregar a Mathias. Lara, Jonah e Reyes perseguem-no através de um rio até ao mosteiro. Lara chega a tempo de ver Mathias enganar Whitman ao confrontá-lo com um Oni: o Oni mata Whitman. Lutando o seu caminho através dos Solarii e da Guarda Real, Lara chega ao topo do mosteiro onde Mathias está fazendo o ritual da Ascensão. Lara luta até chegar à plataforma central, e depois de um combate ela dispara contra Mathias usando tanto a pistola dele como aquela que tinha. Depois destrói os restos de Himiko, salva Sam e elimina as tempestades. Lara, Sam, Reyes e Jonah deixam a ilha e são salvos pelo navio. Enquanto navegam para casa, Lara percebe que as histórias míticas que o seu pai lhe disse foram mais do que histórias, tomando a decisão de não voltar para casa ainda.

## Desenvolvimento
Depois da edição de Tomb Raider: Underworld, a Crystal Dynamics foi dividida em duas equipas, uma começou a trabalhar no próximo Tomb Raider, enquanto a segunda focou-se no recém-criado spin-off da série Lara Croft (estreando com Lara Croft and the Guardian of Light em 2010) Após o pré-anúncio dos média, enquanto o título do jogo ainda estava sob embargo, em Novembro de 2010, a Square Enix entrou com um pedido de patente para o slogan do novo jogo: "Tomb Raider: a Survivor is Born".
Em 6 de Dezembro de 2010, a Square Enix anunciou que Tomb Raider estava em produção há quase dois anos; "Square Enix Ltd. está animada por anunciar Tomb Raider, o novo jogo da Redwood City com base nos estúdio da Crystal Dynamics". O chefe do estúdio Darrell Gallagher referiu: "Esqueça tudo o que você sabia sobre Tomb Raider, esta é uma história de origem que cria Lara Croft e leva-a numa viagem que acabará por definir o seu carácter". A Game Informer, website e revista da especialidade, publicou um exclusivo na sua edição de Janeiro de 2011, bem como a cobertura ampla e exclusiva de vários detalhes, directamente do estúdio Crystal Dynamics.
A 3 de Junho de 2011, um vídeo de nome "Turning Point", estreou na Electronic Entertainment Expo 2011, enfatizando que a data de lançamento seria no terceiro trimestre de 2012.
Em Janeiro de 2012, quando questionado se o jogo estaria disponível na Wii U, consola da Nintendo, Karl Stewart, director global da marca Crystal Dynamics, respondeu que não há planos para ter o jogo disponível nessa plataforma. De acordo com Stewart, a razão para isso é que "não seria justo" para o jogo ser simplesmente portado, porque os produtores construíram o jogo para ser especifico de determinada plataforma, ainda antes do anúncio da Wii U, e menciona que se começassem a produzir o jogo para essa plataforma "[eles] iria construí-lo de forma muito diferente e [eles] iria construí-lo com funcionalidades únicas".
Darrell Gallagher, chefe de estúdio da Crystal Dynamics, anunciou em Maio de 2012 que a data para o lançamento de Tomb Raider tinha sido adiada para o primeiro trimestre de 2013. Gallagher justificou assim o adiamento: "Estamos a fazer coisas neste jogo que são completamente novas em Tomb Raider e com um pouco mais de tempo para produzir permite-nos polir alguns aspectos para um nível que este jogo merece. Acreditamos que fizemos o correto e posso garantir que valerá a pena a espera." A 1 de Junho a Square Enix e a Crystal Dynamics confirmaram que Tomb Raider seria lançado mundialmente a 5 de Março de 2013.
Em Janeiro de 2013, a Crystal Dynamics afirmou que Tomb Raider não iria usar a palavra passe para aceder ao modo online e que também não tinha intenções de disponibilizar uma demonstração do jogo antes do lançamento, justificando dizendo que "não queremos estragar a história." Tomb Raider tornou-se no primeiro videojogo da série com uma classificação "M" (inadequado a menores de 17 anos) pela Entertainment Software Rating Board (ESRB) e "18" (inadequado a menores de 18 anos) pela Pan European Game Information (PEGI).

### Modelo e voz de Lara
O modelo de Lara Croft é animado, usando captura de movimentos compilados, uma técnica utilizada em Tomb Raider: Underworld. O jogo é o primeiro a usar o motor "Foundation" da Crystal Dynamics. A face de Lara é baseada na modelo norte americana Megan Farquhar.
Keeley Hawes não regressou como Lara Croft em Tomb Raider, depois de completar Tomb Raider: Legend, Tomb Raider Anniversary, Tomb Raider: Underworld e Lara Croft and the Guardian of Light. A sua contribuição estendia-se por um período de quatro anos; o maior de qualquer uma das actrizes que deu a voz a Lara. Em Dezembro de 2010, a Crystal Dynamics afirmou que estava em casting para a voz da protagonista. A 26 de Junho de 2012 a Square Enix revelou que a actriz britânica Camilla Luddington é quem iria emprestar a voz a Lara Croft.

### Demonstrações públicas
A 31 de Maio de 2012, um novo vídeo foi lançado online, apresentando aspectos da jogabilidade como a caça, sobrevivência e outras acções, juntamente com elementos do enredo. O vídeo também confirma a presença na ilha de personagens não jogáveis, muitos deles aparentemente pertencentes a organizações ameaçadores, parecido com capítulos anteriores da série.
A 4 de Junho de 2012, na conferência de imprensa da Microsoft durante a E3 2012, uma nova demonstração da jogabilidade foi mostrada, representado ambiente destrutivo e outras interactividades, combate com stealth usando arco e flecha, eventos em tempo rápido e páraquedas.
Durante o Verão de 2012, foram mostrados outros vídeos que mostravam Lara a caçar, a explorar a ilha e a matar pela primeira vez. Durante a EuroGamer Expo 2012 em Londres a 27 Setembro de 2012 foi mostrado cerca de meia hora de jogo sem comentários. A 8 de Dezembro de 2012, foi mostrado outro vídeo durante os Spike Video Game Awards. No início, foi feita uma introdução por Camilla Luddington e durante o evento, o vídeo foi visto com uma orquestra musical, liderada pelo compositor do jogo, Jason Graves. Na semana seguinte, a IGN apresentou a "Semana Tomb Raider". De segunda a sexta foram mostradas previsões ao jogo, vídeos, detalhes sobre o sistema de evolução, ferramentas de sobrevivência e "túmulos de desafio" (ou Tumba de Desafio).

## Música
A banda sonora de Tomb Raider foi composta por Jason Graves, cujo trabalho já incluía  Dead Space e suas sequelas, F.E.A.R. 3 e Star Trek: Legacy. O álbum Tomb Raider: Original Soundtrack foi editado a 5 de Março de 2013, juntamente com o lançamento mundial do jogo. O álbum recebeu aclamação critica, com múltiplos sites incluindo a Forbes e a revista Film Score Monthly a darem enormes elogios.
Um podcast foi revelado pela Game Informer em Dezembro de 2010 que mostrava um "pequeno vislumbre de uma música do próprio jogo". A faixa era composta por Aleksandar Dimitrijevic. No entanto, seis dias depois, Karl Stewart, director global de marcas da Crystal Dynamics, clarificou a informação dada pela Game Informer; confirmando que "Alex Dimitrijevic está a compor para o video. Ainda não anunciamos oficialmente o compositor do jogo". A 8 de Junho de 2011, depois da estreia do vídeo de apresentação "Turning Point", Stewart afirmou que "...esta peça não é peça em que ele [Alex Dimitrijevic] está a trabalhar".
A 7 de Junho de 2011, Meagan Marie da Crystal Dynamics, expressou no blog oficial de Tomb Raider que "O nosso objectivo [é] ter a certeza que lançaremos uma banda-sonora". Stewart acrescentou "é um novo compositor e é alguém que trouxemos para trabalhar no jogo assim como nesta [video] peça" e que "iremos fazer um grande anuncio mais tarde durante este ano". O designer de som, Alex Wilmer, explicou que o compositor ainda não anunciado dirigiu um concerto de violino dentro do estúdio de forma a criar uma peça "muito intima".
No quarto podcast Crystal Habit que foi lançado no blog oficial em Outubro de 2011, Marie falava com Wilmer e com o chefe responsável pelo som, Jack Grillo, acerca das suas colaborações com o ainda não anunciado compositor. Grillo disse que "Estamos a fazer a abertura... temos um esboço da estrutura narrativa e temos o nosso compositor a criar temas e texturas diferentes que abrangem todo o jogo", Wilmer disse também que a música do compositor irá dinamicamente adaptar-se em-jogo; "...emocionalmente, para assim ir reagindo instantaneamente ao que acontece".
Num episódio de As Horas Finais de Tomb Raider no YouTube, o compositor foi revelado como sendo Jason Graves. Graves revelou que o seu estilo musical foi inspirado por dois compositores clássicos, Prokofiev e Tchaikovsky, e um mais recente: Krzysztof Penderecki. Além do seu estilo orquestral, Graves queria criar um som característico que iria impressionar os jogadores. Junto com o uso de objectos como marretas para criar sons musicais ímpares, Graves, com a ajuda do arquitecto Matt McConnell, criou um instrumento especial de percussão que iria criar uma variedade de estranho sons para misturar-se com o resto da partitura orquestral. Ao criar o principal partitura orquestral, Graves utilizou sua composição que tinha utilizado em Dead Space como inspiração na criação da música para combinar com a atmosfera sombria do jogo.
| Tomb Raider: Original Soundtrack |                           |         |  |
| N.º                              | Título                    | Duração |  |
| 1.                               | "Adventure Found Me"      | 1:02    |  |
| 2.                               | "The Scavenger's Den"     | 3:47    |  |
| 3.                               | "Exploring the Island"    | 2:04    |  |
| 4.                               | "First Blood"             | 4:26    |  |
| 5.                               | "Reaching Roth"           | 3:17    |  |
| 6.                               | "Infiltrating the Bunker" | 2:38    |  |
| 7.                               | "A call for Help"         | 6:31    |  |
| 8.                               | "Entering Himiko's Tomb"  | 3:07    |  |
| 9.                               | "The Descent"             | 4:13    |  |
| 10.                              | "The One"                 | 5:40    |  |
| 11.                              | "The Scavenger's Camp"    | 2:33    |  |
| 12.                              | "Paying Respects"         | 4:45    |  |
| 13.                              | "One the Beach"           | 6:49    |  |
| 14.                              | "Secret of the Island"    | 2:16    |  |
| 15.                              | "The Oni"                 | 4:32    |  |
| 16.                              | "Whitman's Test"          | 5:10    |  |
| 17.                              | "Scaling the Ziggurat"    | 3:50    |  |
| 18.                              | "The Ritual"              | 4:05    |  |
| 19.                              | "A Survivor is Born"      | 3:12    |  |
| 20.                              | "The Tomb Raider"         | 0:52    |  |
| Duração total:                   | Duração total:            | 74:55   |  |

## Lançamento e marketing
Tomb Raider foi lançado a 5 de Março de 2013 para Microsoft Windows, PlayStation 3 e Xbox 360. Foi editado mais cedo na Austrália, a 1 de Março de 2013. A 25 de Abril de 2013 foi lançado no Japão. A Definitive Edition, uma versão atualizada com gráficos melhorados e com todos os conteúdos adicionais, foi lançada em Janeiro de 2014 para PlayStation 4 e Xbox One.

### Bónus de pré-reserva
Na América do Norte, a GameStop oferecia um "Challenge Tomb" para usar em-jogo, como bónus de pré-reserva. Na Best Buy as reservas tinham direito a Tomb Raider: The Beginnings, uma banda desenhada de 48 páginas escrita por Rhianna Pratchett. The Beginnings conta a história "como a viagem malfadada do Endurance se tornou". Essas reservas também continham o fato Aviatrix Skin. A Walmart oferecia com as pré-reservas a versão digital do jogo Lara Croft and the Guardian of Light, o mapa multijogador Shanty Town e o fato Guerrilla Skin. Com as pré-reservas na Microsoft Store os clientes tinham direito a 1600 Pontos Microsoft para usar na Xbox Live.
Exclusivo para a Amazon da América do Norte, os clientes que fizeram a pré-reserva do jogo tinham acesso ao Tomb Raider: The Final Hours Edition, que incluia um livro com arte desenhada, um fato de caçador para Lara e uma cópia digital do livro The Final Hours of Tomb Raider para o Kindle Fire, escrito pelo jornalista de videojogos canadiano Geoff Keighley. Os clientes que faziam a compra na Steam recebiam o jogo Lara Croft and the Guardian of the Light, uma Tumba de Desafio de nome Tomb of the Lost Adventurer e o mapa multijogador Shanty Town. No Steam também oferecia três itens exclusivos baseados em Team Fortress 2.
No Reino Unido, a ShopTo.net oferecia uma cópia digitalizada do romance Tomb Raider: The Beginning. Reservas na Amazon.co.uk recebiam o mapa Shanty Town.

### Edições especiais

Conteúdo da Collector's Edition.

Foram anunciadas para a Europa a Survival Edition e a Collector's Edition. A Survival Edition contém um pequeno livro com arte desenhada, um mapa onde decorre a acção o jogo, um poster, um código para descarregar a banda sonora digital, um código para um pacote de armas e uma bolsa impermeável de sobrevivência. A Collector's Edition contém tudo o que tem a Survival Edition mais uma caixa metálica e uma estátua de Lara Croft de 8 polegadas (20 centímetros de altura). A estátua de Lara Croft pode ser alterada, para que possa receber (incluídas) um arco e flecha, uma caçadeira, um machado e uma arma. A Collector's Edition na América do Norte é similar à europeia, no entanto em vez de conter o livro de arte e a bolsa tem uma litografia e três crachás. A Survival Edition da Steam inclui um livro de arte, 10 faixas digitais retiradas da banda sonora Tomb Raider, um mapa digital da ilha onde decorre a acção do jogo, uma banda desenhada digital, o fato Guerilla Skin e três armas de Hitman: Absolution. No Reino Unido, a Game oferecia o pacote Explorer Edition, que incluía uma Tumba de Desafio. Exclusivo na Tesco era o pacote Combat Strike, que incluía três melhorias para as armas.
Uma edição do comando da Xbox 360 foi lançada em 5 de Março de 2013. para além do comando, também estava incluído, através de um código, uma personagem exclusiva Tomb Raider para usar no multijogador.

### Conteúdo transferível
Na E3 2012, durante a conferencia de imprensa da Microsoft, Darrell Gallagher da Crystal Dynamics anunciou que os utilizadores da Xbox 360 teriam acesso antecipado a futuros conteúdos transferíveis (DLC). A 19 de Março de 2013, os possuidores da Xbox Live tiveram acesso antecipado ao pacote de mapas "Caves & Cliffs", com três mapas incluídos: "Scavenger Caverns", "Cliff Shantytown" e "Burning Village". Mais tarde ficou disponível para os utilizadores de PlayStation Network e Steam, a 24 de Abril de 2013. Uns dias antes, a 2 de Abril, o pacote de mapas "1939" foi lançado para Xbox 360, PlayStation 3 e PC com dois mapas incluídos, "Dogfight" e "Forest Meadow". A 25 de Abril de 2013, a Square Enix editou o pacote de língua japonesa. Outro pacote editado a 7 de Maio de 2013, "Shipwrecked", na Xbox Live, PSN e Steam oferecia outros dois mapas: "Lost Fleet" e "Himiko’s Cradle". Adicionalmente, foi ainda editado para Xbox Live um conjunto de fatos para usar na história com os nomes Demolition, Sure-Shot e Mountaineer.

## Recepção

### Criticas Profissionais
Tomb Raider recebeu aclamação pela critica especializada, com a maioria dos críticos concordando que é um reinicio contínuo e que já vinha com um longo atraso para a série. Tomb Raider conseguiu uma média de 87/100 para PlayStation 3, de 86/100 para Xbox 360 e 86/100 para PC no site de pontuações agregadas Metacritic. Os gráficos, a jogabilidade, a história e o desempenho de Camilla Luddington como Lara Croft foram os grandes focos de elogio. No entanto a inclusão de um multijogador foi a principal fonte de criticas.
A revista GamesMaster deu ao jogo a pontuação de 90%, bem como o prémio "GamesMaster Gold" (atribuído a jogos que conseguem uma pontuação de 90% ou acima). O editor considerada a qualidade dos recursos visuais, a profundidade do jogo, e o "espectacular" último terço da história com os pontos altos de Tomb Raider. No resumo diz que "ficamos com apenas uma pergunta diante da nossa boca escancarada. Como é que eles vão superar isso na sequela? Por causa de uma coisa que não pode haver nenhuma dúvida. Lara está de volta." A Digital Spy deu a pontuação máxima ao jogo e referindo que "Com um elenco de personagens bem escrito, técnicas de produção poderosamente impressionantes, visuais sumptuosos, jogo de plataformas exigente e combate surpreendentemente agradável, Tomb Raider é definitivamente mais um lançamento para ser estimado." A revista Edge deu a pontuação 8/10 e afirma que "isto ainda é Lara Croft, uma das heroínas mais distintas dos videojogos – mas agora, ela tem uma personalidade que se estende para além dos limites do seu soutien. Se o propósito de um reinicio é redefinir uma personagem e prepará-la para o futuro, então temos aqui um trabalho bem feito.
Matt Miller da Game Informer deu a pontuação de 9.25/10 e diz que "apesar do multijogador sem brilho não há absolutamente nenhuma razão para evitar o que de outro modo é uma das melhores aventuras de acção que já joguei." Carolyn Petit, editora da GameSpot, deu a pontuação de 8.5/10 e diz que Tomb Raider tem como pontos fortes a história, o combate "intenso", a jogabilidade, os inúmeros puzzles bem como os "túmulos de desafio". Como pontos fracos refere o multijogador "esquecível" e que a história, fora do universo Lara, é um pouco previsível. A GamesRadar deu a pontuação de 4.5/5 e diz que "a ultima aventura de Lara Croft é também a sua melhor" e refere que o jogo tem como pontos fortes a nova Lara Croft e o ambiente "cativante" do jogo, como pontos fracos refere o "desinspirado" multijogador e que as personagens secundárias são um pouco desinteressantes. A Destructoid partilha do mesmo sentimento ao dizer que Tomb Raider foi "firmemente produzido, competente tanto nos puzzles como nos combates, este é um reinicio que consegue ser inequivocamente superior aos seus antecessores." A IGN deu a pontuação de 9.1/10 e refere-se a Tomb Raider como um jogo "bem escrito, simpático, emocionante, bonito e incrivelmente bem feito."
A Polygon deu 9/10 ao jogo e diz que "é fácil apontar as muitas maneiras em que Tomb Raider empresta pedaços e peças de outros jogos populares dos últimos cinco anos, mas a Crystal Dynamics misturou estas forças díspares em algo notável. É cinematográfico no entanto é aberto, intenso e no entanto descontraído, fresco e no entanto polido. A AusGamers também comparou o jogo com outros títulos: "Tomb Raider reafirma a importância e o valor de se ter personagens femininas fortes e realistas nos jogos e ao mesmo tempo, e com sucesso, transpor muito do que as pessoas amavam sobre os títulos originais numa aventura que se sente soberbamente moderna. É melhor jogo Uncharted do que aquele que foi Uncharted 3." Bruno Galvão da Eurogamer deu a jogo a nota máxima e diz que Tomb Raider "entra diretamente para a lista dos melhores jogos desta geração." Elogiou muito os gráficos chamando-os de "estrondosos" e a história muito "envolvente". No entanto o multijogador foi a única fonte de críticas porque "demonstra em demasia a ainda pouca experiência que o estúdio tem com a componente multi-jogador." Paulo Santos da ENE3 também não poupou elogios a Tomb Raider: Definitive Edition, a versão melhorada da experiência lançada em 2013 e diz: "Não existe margem para erro, a fórmula já era do ano passado e já nos tinha deixado uma boa impressão. Melhorias são sempre bem vindas e uma Lara Croft a 1080p na PlayStation 4 é sempre especial." - a nota atribuída foi um fantástico 95/100.
Enquanto muitos críticos aplaudiram a campanha do jogo e sua história, o multijogador suportou todo o peso da critica. O modo foi descrito como sendo sem brilho e afirmando-se que a diferença entre a visão do produtor para o multijogador e o produto final que daí resultou,  torna-se difícil para o desfrutar.
A Definitive Edition também foi bem recebida por parte da crítica, com uma média de 85 pontos no site Metacritic no PlayStation 4 e 86 pontos no Xbox One. Com boas vendas, a versão para PlayStation 4 estreou-se em primeiro lugar nas tabelas de vendas do Reino Unido, representando 69% das unidades vendidas, contra 31% da versão para Xbox One.

### Vendas
Tomb Raider vendeu mais de um milhão de cópias nas primeiras 48 horas após o lançamento. No Reino Unido, estreou-se no #1 nas tabelas de vendas, tornando-se no maior lançamento naquele território em 2013, superando Aliens: Colonial Marines, antes de ser ultrapassado por Grand Theft Auto V. O jogo criou um novo recorde para a série, duplicando as vendas iniciais de Tomb Raider: Legend. Para mais, as versões Xbox 360 e PlayStation 3 bateram recordes de vendas na primeira semana para um jogo da série, um recorde que Tomb Raider: The Angel of Darkness detinha. Também se colocou em #1 nas tabelas de vendas da França, Irlanda, Itália, Holanda, Noruega e Estados Unidos. Nos Estados Unidos, Tomb Raider foi o segundo título mais vendido de Março, atrás de BioShock Infinite, excluindo as vendas digitais. No Japão, o jogo estreou-se nas tabelas em #4 com 35,250 unidades vendidas.
Em 26 de Março de 2013, a Square Enix anunciou que o jogo tinha vendido 3.4 milhões de cópias, mas falhando os objectivos iniciais. No entanto, a 29 de Março de 2013, a Crystal Dynamics defendeu as vendas, afirmando que o jogo foi "o lançamento mais bem sucedido" naquele ano além de ter criado um novo recorde em maior número de vendas na história da série. Em Agosto de 2013 Darrell Gallagher, presidente da Crystal Dynamics, anunciou ao Gamasutra que o jogo já tinha vendido mais de 4 milhões de cópias mundialmente. A 17 de Janeiro de 2014, Scot Amos, produtor executivo de Tomb Raider, revelou que no final de 2013 o jogo já se tinha tornado rentável.
Em Fevereiro de 2015 foi dito por Gallagher, que Tomb Raider já tinha ultrapassado as 7,5 milhões de cópias vendidas. De acordo com a Square Enix, em Abril de 2014 as vendas do jogo já tinham ultrapassado as 8,5 milhões de cópias vendidas, no conjunto das seis plataformas, fazendo de Tomb Raider o jogo o mais vendido de sempre da série.

### Prémios
Desde o seu anúncio inicial, Tomb Raider já foi nomeado para mais de 130 prémios da indústria dos videojogos, ganhando mais de 40. Durante a E3 de 2011 recebeu 71 nomeações e ganhou 21 prémios. Tomb Raider também recebeu 3 nomeações para o prestigiado prémio E3 Game Critics Award, incluindo: ‘Melhor do Evento’, ‘Melhor Jogo para Consola’ e ‘Melhor Jogo de Acção-Aventura’. Recebeu também o prémio de ‘Jogo Mais Antecipado de 2013’ pela Digital Spy, numa votação feita pelos leitores. Após o lançamento o jogo recebeu diversos prémios e honras incluindo nomeações para cinco categorias nos Spike VGX de 2013: ‘Jogo do Ano’, ‘Melhor Jogo de Acção-Aventura’, ‘Melhor Jogo para PlayStation’, ‘Melhor Jogo para Xbox’ e ‘Melhor Actriz de Voz’ para o desempenho de Camilla Luddington como Lara Croft. Para os prémios "Melhores de 2013" pela IGN, Tomb Raider teve nove nomeações, ganhando dois prémios: ‘Melhor Jogo de Acção-Aventura para PC’ e ‘Melhor Jogo de Acção-Aventura para Xbox 360’.
| \| Ano \| Prémio \| Categoria \| Resultado \| Ref. \| \| ---- \| ---------------------------------------- \| ----------------------------------------------- \| --------- \| ----- \| \| 2011 \| Digital Trends Best of E3 \| Best Action Game \| Venceu \| [120] \| \| 2011 \| GamesRadar Best of E3 \| Coolest Character Reinvention \| Venceu \| [121] \| \| 2011 \| GamesRadar Best of E3 \| Most Valuable Game Award \| Venceu \| [122] \| \| 2011 \| GameSpot Best of E3 \| Best Stage Demo \| Indicado \| [123] \| \| 2011 \| GameSpot Best of E3 \| Best Stage Demo (Readers' Choice) \| Venceu \| [123] \| \| 2011 \| GameSpy Best of E3 \| Best Trailer \| Venceu \| [124] \| \| 2011 \| IGN Best of E3 \| Best Action Game \| Venceu \| [125] \| \| 2011 \| IGN Best of E3 \| Best Trailer \| Venceu \| [125] \| \| 2011 \| Official PlayStation Magazine Best of E3 \| Most Valuable Game Award \| Venceu \| [122] \| \| 2011 \| ShortList Best of E3 \| Best Action Game \| Indicado \| [126] \| \| 2012 \| GamesRadar Best of E3 \| Most Valuable Game Award \| Venceu \| [127] \| \| 2012 \| IGN Best of E3 \| Best Overall Game \| Venceu \| [128] \| \| 2012 \| IGN Best of E3 \| Best Trailer \| Venceu \| [128] \| \| 2012 \| IGN Best of E3 \| People's Choice \| Venceu \| [129] \| \| 2012 \| Official PlayStation Magazine Best of E3 \| Most Valuable Game Award \| Venceu \| [127] \| \| 2012 \| Official Xbox Magazine Best of E3 \| Most Valuable Game Award \| Venceu \| [130] \| \| 2013 \| Digital Spy \| Most Anticipated Game of 2013 (Readers' Choice) \| Venceu \| [117] \| \| 2013 \| Spike VGX 2013 \| Game of The Year \| Indicado \| [118] \| \| 2013 \| Spike VGX 2013 \| Best Action-Adventure Game \| Indicado \| [118] \| \| 2013 \| Spike VGX 2013 \| Best Xbox Game \| Indicado \| [118] \| \| 2013 \| Spike VGX 2013 \| Best PlayStation Game \| Indicado \| [118] \| \| 2013 \| Spike VGX 2013 \| Best Voice Actress (Camilla Luddington) \| Indicado \| [118] \| \| 2013 \| GameSpot's Game of the Year 2013 Awards \| PS3 Game of the Year \| Indicado \| [131] \| \| 2013 \| GameSpot's Game of the Year 2013 Awards \| Xbox 360 Game of The Year \| Indicado \| [132] \| \| 2013 \| GameSpot's Game of the Year 2013 Awards \| PC Game Of The Year \| Indicado \| [133] \| \| 2014 \| IGN's Best of 2013 \| Best Xbox 360 Action-Adventure Game \| Venceu \| [119] \| \| 2014 \| IGN's Best of 2013 \| Best PC Action-Adventure Game \| Venceu \| [119] \| \| 2014 \| IGN's Best of 2013 \| Best PS3 Action-Adventure Game \| Indicado \| [119] \| \| 2014 \| IGN's Best of 2013 \| Xbox 360 Game of the Year \| Indicado \| [119] \| \| 2014 \| IGN's Best of 2013 \| PS3 Game of the Year \| Indicado \| [119] \| \| 2014 \| IGN's Best of 2013 \| PC Game of the Year \| Indicado \| [119] \| \| 2014 \| IGN's Best of 2013 \| Best Xbox 360 Graphics \| Indicado \| [119] \| \| 2014 \| IGN's Best of 2013 \| Best Overall Action-Adventure Game \| Indicado \| [119] \| \| 2014 \| IGN's Best of 2013 \| Best Overall Game \| Indicado \| [119] \| |                                          |                                                 |           |         |
| Ano | Prémio                                   | Categoria                                       | Resultado | Ref.    |
| 2011 | Digital Trends Best of E3                | Best Action Game                                | Venceu    | [ 120 ] |
| 2011 | GamesRadar Best of E3                    | Coolest Character Reinvention                   | Venceu    | [ 121 ] |
| 2011 | GamesRadar Best of E3                    | Most Valuable Game Award                        | Venceu    | [ 122 ] |
| 2011 | GameSpot Best of E3                      | Best Stage Demo                                 | Indicado  | [ 123 ] |
| 2011 | GameSpot Best of E3                      | Best Stage Demo (Readers' Choice)               | Venceu    | [ 123 ] |
| 2011 | GameSpy Best of E3                       | Best Trailer                                    | Venceu    | [ 124 ] |
| 2011 | IGN Best of E3                           | Best Action Game                                | Venceu    | [ 125 ] |
| 2011 | IGN Best of E3                           | Best Trailer                                    | Venceu    | [ 125 ] |
| 2011 | Official PlayStation Magazine Best of E3 | Most Valuable Game Award                        | Venceu    | [ 122 ] |
| 2011 | ShortList Best of E3                     | Best Action Game                                | Indicado  | [ 126 ] |
| 2012 | GamesRadar Best of E3                    | Most Valuable Game Award                        | Venceu    | [ 127 ] |
| 2012 | IGN Best of E3                           | Best Overall Game                               | Venceu    | [ 128 ] |
| 2012 | IGN Best of E3                           | Best Trailer                                    | Venceu    | [ 128 ] |
| 2012 | IGN Best of E3                           | People's Choice                                 | Venceu    | [ 129 ] |
| 2012 | Official PlayStation Magazine Best of E3 | Most Valuable Game Award                        | Venceu    | [ 127 ] |
| 2012 | Official Xbox Magazine Best of E3        | Most Valuable Game Award                        | Venceu    | [ 130 ] |
| 2013 | Digital Spy                              | Most Anticipated Game of 2013 (Readers' Choice) | Venceu    | [ 117 ] |
| 2013 | Spike VGX 2013                           | Game of The Year                                | Indicado  | [ 118 ] |
| 2013 | Spike VGX 2013                           | Best Action-Adventure Game                      | Indicado  | [ 118 ] |
| 2013 | Spike VGX 2013                           | Best Xbox Game                                  | Indicado  | [ 118 ] |
| 2013 | Spike VGX 2013                           | Best PlayStation Game                           | Indicado  | [ 118 ] |
| 2013 | Spike VGX 2013                           | Best Voice Actress (Camilla Luddington)         | Indicado  | [ 118 ] |
| 2013 | GameSpot's Game of the Year 2013 Awards  | PS3 Game of the Year                            | Indicado  | [ 131 ] |
| 2013 | GameSpot's Game of the Year 2013 Awards  | Xbox 360 Game of The Year                       | Indicado  | [ 132 ] |
| 2013 | GameSpot's Game of the Year 2013 Awards  | PC Game Of The Year                             | Indicado  | [ 133 ] |
| 2014 | IGN's Best of 2013                       | Best Xbox 360 Action-Adventure Game             | Venceu    | [ 119 ] |
| 2014 | IGN's Best of 2013                       | Best PC Action-Adventure Game                   | Venceu    | [ 119 ] |
| 2014 | IGN's Best of 2013                       | Best PS3 Action-Adventure Game                  | Indicado  | [ 119 ] |
| 2014 | IGN's Best of 2013                       | Xbox 360 Game of the Year                       | Indicado  | [ 119 ] |
| 2014 | IGN's Best of 2013                       | PS3 Game of the Year                            | Indicado  | [ 119 ] |
| 2014 | IGN's Best of 2013                       | PC Game of the Year                             | Indicado  | [ 119 ] |
| 2014 | IGN's Best of 2013                       | Best Xbox 360 Graphics                          | Indicado  | [ 119 ] |
| 2014 | IGN's Best of 2013                       | Best Overall Action-Adventure Game              | Indicado  | [ 119 ] |
| 2014 | IGN's Best of 2013                       | Best Overall Game                               | Indicado  | [ 119 ] |

### Controvérsia
Durante uma entrevista à Kotaku, o produtor executivo Ron Rosenberg afirmou que durante o jogo, Lara Croft "é feita prisioneira por ladrões na ilha. Eles tentam violá-la." Rapidamente esta afirmação causou consternação e controvérsia. O designer Darrell Gallagher acabou por negar essa afirmação, dizendo que um "dos momentos chave de Lara no jogo, que foi incorrectamente interpretada como 'tentativa de violação' é uma cena onde esta é forçada a matar outro humano pela primeira vez. Nesta selecção particular, enquanto existe um ar sombrio e de drama na sequência, nunca irá mais para além do que aquilo que já foi publicitado. Assédio sexual de qualquer tipo, não é categoricamente nenhum dos temas que estará presente neste jogo." Pouco depois, voltou a haver controvérsia em volta da figura da mulher nos videojogos, de novo com outro título da Square Enix, Hitman: Absolution.
O director criativo Noah Hughes clarificou mais tarde que a equipa de produção "quer criar um investimento emocional, para as pessoas entrarem no ponto de vista da Lara [...] Queremos que entres nela, que te preocupes, meter-te no papel dela e que este seja um momento intenso que você está a experimentar com a Lara, e nunca de um ponto de vista exterior."

## Sequência
Na San Diego Comic-Con de 2013, foi anunciado que o escritor Gail Simone iria continuar a história do jogo através de livros de banda desenhada publicada pela Dark Horse Comics, e que o enredo vai dar directamente à sequela. Mais tarde em Agosto, Phil Rogers, CEO da Square Enix, confirmou que uma sequência para Tomb Raider estava a ser produzida para consoles de próxima geração não especificadas. Numa entrevista, Brian Horton, director de arte da Crystal Dynamics, disse que a sequela iria contar "o próximo capitulo no desenvolvimento [de Lara] ... a vida dela está a mudar. Já não pode voltar a ser o que era."
Em Junho de 2014, Rise of the Tomb Raider foi anunciado formalmente num comunicado de imprensa, depois de um anúncio no mesmo dia na conferencia de imprensa da Microsoft. O jogo foi publicado pela Microsoft Studios em 2015 para Xbox 360 e Xbox One, com lançamento noutras plataformas posteriormente. Camilla Luddington fará de novamente o papel de Lara Croft. Rhianna Pratchett escreverá de novo o enredo do jogo.

## Filme
A próxima adaptação cinematográfica do novo Tomb Raider, dirigida por Roar Uthaug, foi baseada no jogo. Alicia Vikander, que interpretou Lara Croft, foi escalada para o elenco do filme ao lado dos atores Daniel Wu e Walton Goggins. Graham King, produtor do filme, afirmou que a trama foi centrada na busca de Lara Croft por seu pai. O filme foi agendado para ser lançado em 16 de março de 2018.